# Liste der Kulturdenkmale in Leuteritz (Dresden)
Die Liste der Kulturdenkmale in Leuteritz umfasst sämtliche Kulturdenkmale der Dresdner Gemarkung Leuteritz. Grundlage bildet das Denkmalverzeichnis des Themenstadtplans Dresden, das sämtliche bis Januar 2006 vom Landesamt für Denkmalpflege Sachsen erfassten Kulturdenkmale beinhaltet. Straßen und Plätze in der Gemarkung Leuteritz sind in der Liste der Straßen und Plätze in Leuteritz (Dresden) aufgeführt.

## Legende
- Bild: Bild des Kulturdenkmals, ggf. zusätzlich mit einem Link zu weiteren Fotos des Kulturdenkmals im Medienarchiv Wikimedia Commons. Wenn man auf das Kamerasymbol klickt, können Fotos zu Kulturdenkmalen aus dieser Liste hochgeladen werden:
- Bezeichnung: Denkmalgeschützte Objekte und ggf. Bauwerksname des Kulturdenkmals
- Lage: Straßenname und Hausnummer oder Flurstücknummer des Kulturdenkmals. Die Grundsortierung der Liste erfolgt nach dieser Adresse. Der Link (Karte) führt zu verschiedenen Kartendiensten mit der Position des Kulturdenkmals. Fehlt dieser Link, wurden die Koordinaten noch nicht eingetragen. Sind diese bekannt, können sie über ein Tool mit einer Kartenansicht einfach nachgetragen werden. In dieser Kartenansicht sind Kulturdenkmale ohne Koordinaten mit einem roten bzw. orangen Marker dargestellt und können durch Verschieben auf die richtige Position in der Karte mit Koordinaten versehen werden. Kulturdenkmale ohne Bild sind an einem blauen bzw. roten Marker erkennbar.
- Datierung: Baubeginn, Fertigstellung, Datum der Erstnennung oder grobe zeitliche Einordnung entsprechend des Eintrags in der sächsischen Denkmaldatenbank
- Beschreibung: Kurzcharakteristik des Kulturdenkmals entsprechend des Eintrags in der sächsischen Denkmaldatenbank, ggf. ergänzt durch die dort nur selten veröffentlichten Erfassungstexte oder zusätzliche Informationen
- ID: Vom Landesamt für Denkmalpflege Sachsen vergebene, das Kulturdenkmal eindeutig identifizierende Objekt-Nummer. Der Link führt zum PDF-Denkmaldokument des Landesamtes für Denkmalpflege Sachsen. Bei ehemaligen Kulturdenkmalen können die Objektnummern unbekannt sein und deshalb fehlen bzw. die Links von aus der Datenbank entfernten Objektnummern ins Leere führen. Ein ggf. vorhandenes Icon  führt zu den Angaben des Kulturdenkmals bei Wikidata.

## Liste der Kulturdenkmale in Leuteritz
| Bild           | Bezeichnung                                                                                      | Lage                                   | Datierung                                                                           | Beschreibung | ID       |
| -------------- | ------------------------------------------------------------------------------------------------ | -------------------------------------- | ----------------------------------------------------------------------------------- | --- | -------- |
| Weitere Bilder | Wohnstallhaus, Scheune, Seitengebäude, Einfriedungsstützmauer und Hofeinfahrt eines Dreiseithofs | Alt-Leuteritzer Ring 1 (Karte)         | bezeichnet 1846 (Wohnstallhaus)                                                     | ortsbildprägendes Anwesen, Wohnstallhaus mit repräsentativem, zugewandtem Giebel mit Drillingsfenster und Lisenen, als Zeugnis ländlicher Architektur und Volksbauweise seiner Zeit baugeschichtlich bedeutend, die Scheune für die Hausforschung im Dresdner Raum von besonderer Bedeutung | 09283202 |
| Weitere Bilder | Dreiseithof mit zwei Wohnstallhäusern (Nr. 3 und 3a/b), Scheune und Hofeinfahrt                  | Alt-Leuteritzer Ring 3; 3a; 3b (Karte) | 2. Hälfte 19. Jh. (Wohnstallhaus), bezeichnet 1886 (Wohnstallhaus)                  | zerstörter mittlerer Bereich der Scheune erneuert, Nummer 3 mit Kumthalle und repräsentativem, zugewandtem Giebel, als Zeugnis ländlicher Architektur und Volksbauweise seiner Zeit baugeschichtlich bedeutend                                                                              | 09283203 |
| Weitere Bilder | Wohnstallhaus, Seitengebäude mit Kumthalle, Scheune und Hofeinfahrt eines Dreiseithofes          | Alt-Leuteritzer Ring 5 (Karte)         | nach 1853 (Wohnstallhaus), bezeichnet 1853 (Scheune), bezeichnet 1853 (Toreinfahrt) | Wohnstallhaus mit Erker im Obergeschoss auf der hofabgewandten Seite und mächtigen, rückwärtigen Substruktionen, als Zeugnis ländlicher Architektur und Volksbauweise seiner Zeit baugeschichtlich bedeutend                                                                                | 09283205 |